# Receveur (impôt)
Pour les articles homonymes, voir Receveur.

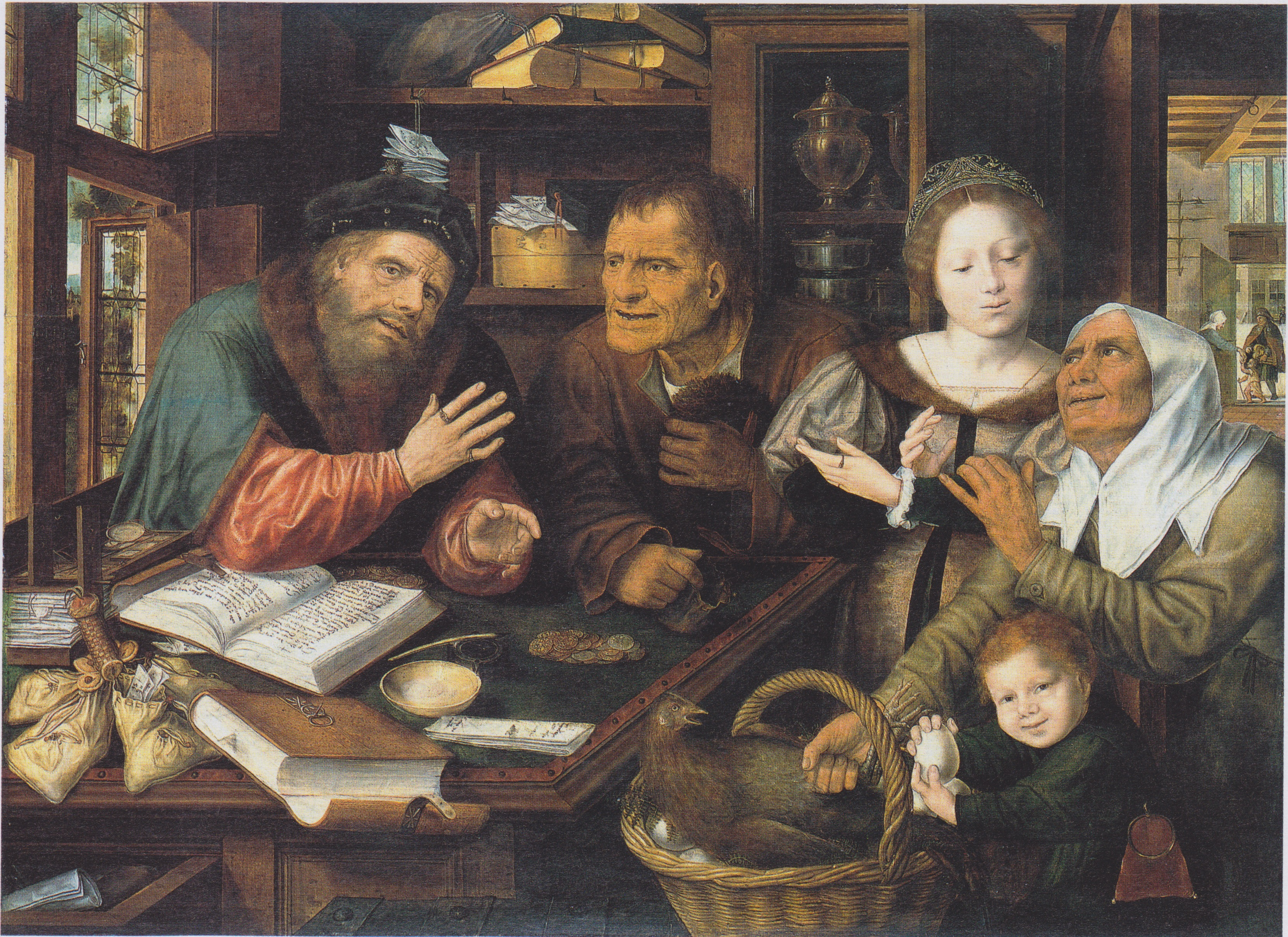
Peinture représentant un collecteur d'impôt.

Un receveur (au féminin receveuse), est encore aujourd'hui un fonctionnaire chargé de collecter les impôts. Il est parfois appelé percepteur ou encore « receveur de l'enregistrement ».

## Histoire
Sous l'Ancien Régime, le mot désignant le titulaire de cette fonction (responsable des « recettes ») est parfois écrit « recepveur ».
L'étymologie permet donc de faire le lien avec « réceptionner », « recevoir » (en latin recipere), et avec « récipient », « récipiendaire ».